# Sōhei

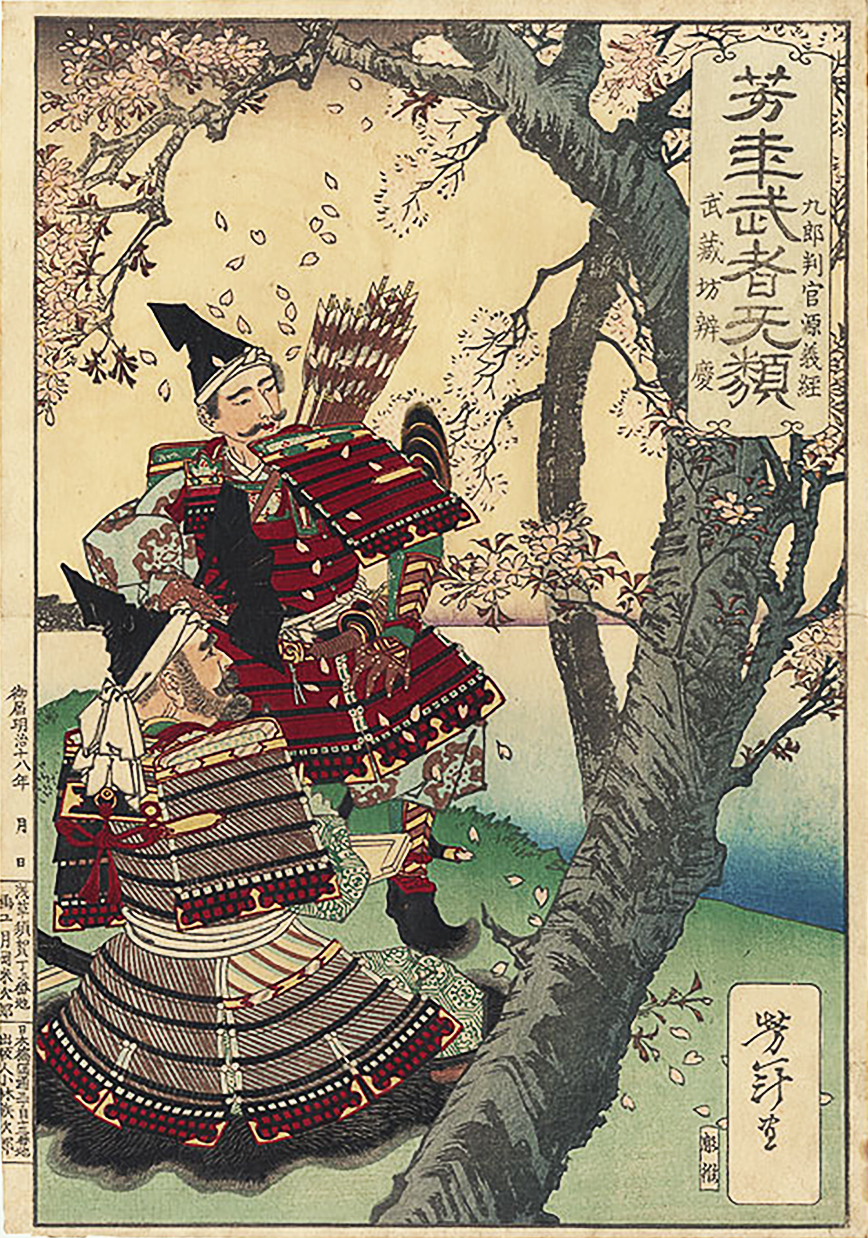
Sōhei Benkei z Minamoto no Yoshitsune

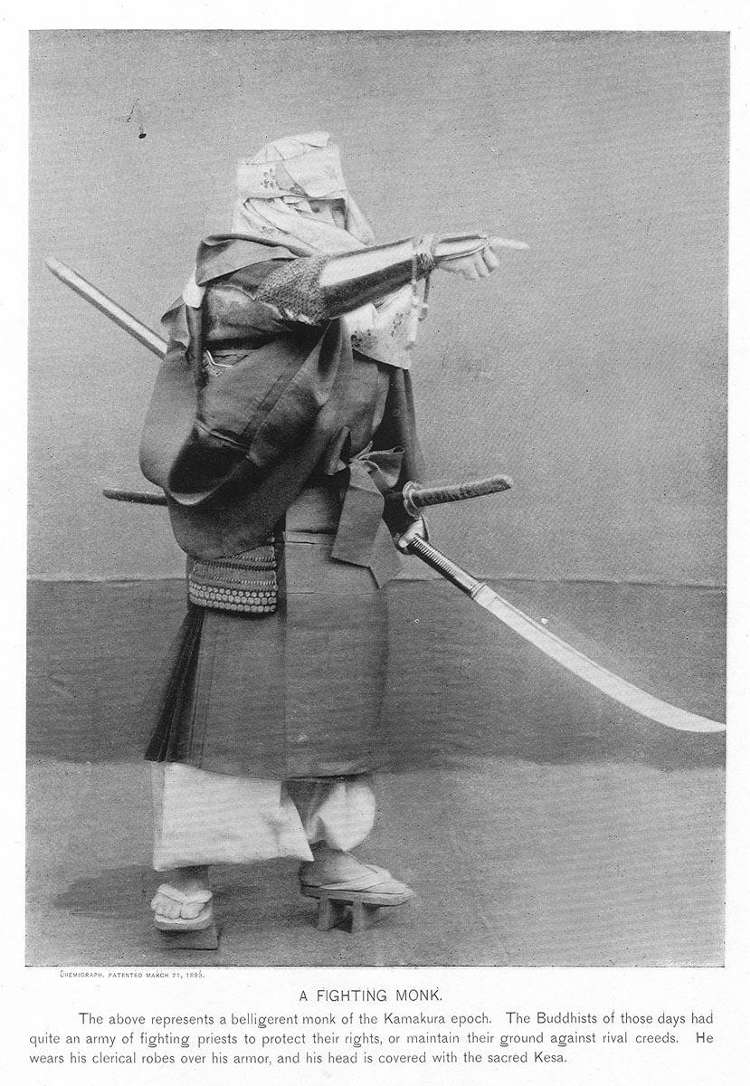
Zdjęcie z okresu Meiji przedstawiające osobę, przebraną za wojownika sōhei w stroju z okresu Kamakura, z naginatą

Sōhei (jap. 僧兵 mnich-wojownik) – zbrojni mnisi buddyjscy w feudalnej Japonii. 

## Opis
Sōhei walczyli w obronie swoich świątyń oraz o zachowanie wpływów, które w niektórych okresach historii były znaczące. Szeregi sōhei były zasilane przez bandytów, bezrobotnych oraz świeckich pracowników świątyni. 
W okresie Sengoku sławni byli mnisi ze świątyni Negoro, którzy jako pierwsi zaczęli produkować i posługiwać się arkebuzami.

## Najważniejsze świątynie i postacie związane z sōhei
Najsłynniejszym mnichem-wojownikiem był Benkei, przyjaciel i wasal legendarnego szermierza Yoshitsune Minamoto. 
Największymi oddziałami sōhei szczyciły się świątynie: Kōfuku-ji i Enryaku-ji, które dzięki nim powiększały swoje prawa i przywileje - nie wahały się używać swojej siły do rozwiązywania konfliktów. 
W historii Japonii odnotowano również całkowicie odmienną warstwę wojowników od sōhei, których zwano yamabushi. W odróżnieniu od sōhei mieszkali w samotności w niedostępnych górskich rejonach i wędrowali po całej Japonii, korzystając z górskich szlaków.